# Retinol-bindende Proteine

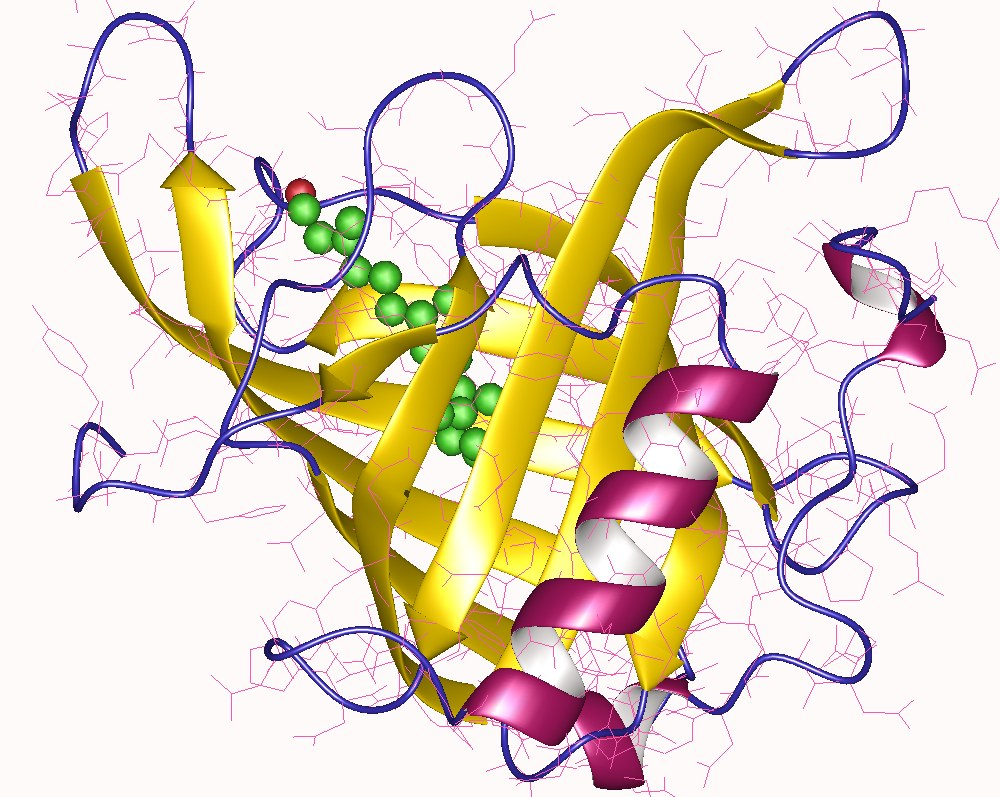
Retinol-bindende Proteine (plasma), Human.

Retinol-bindende Proteine (RBP) sind Transportproteine im Blutplasma und im Zytosol von Wirbeltierzellen. Sie binden an freies Vitamin A (Retinol, Retinal, Retinsäuren) und verhindern so unkontrollierte Wirkungen dieser Moleküle. Außerdem erleichtern sie den Transport der lipophilen Moleküle durch das lipophobe Zellinnere und das Blut. Beim Menschen gibt es mindestens vier RBPs und zwei Proteine, die spezifisch für Retinsäure sind (CRABP). Mutationen im RBP4-Gen können zu RBP-Mangel mit den Symptomen einer Vitamin-A-Hypovitaminose führen.
Alle RBPs bestehen aus etwa 135 Aminosäuren, wobei CRBP I und II zu 56 % sequenzidentisch sind. Die vier Proteine haben unterschiedliche Aufgaben und sind daher auch in den verschiedenen Körperzellen unterschiedlich verbreitet. RBPs sind eng mit den Lipocalinen verwandt.

## RBP1 (CRBP I)
Das CRBP I fördert die Umwandlung von Retinol zu Retinylaldehyd bzw. zur Retinsäure. Es ist vor allem in den Pigmentepithelzellen des Auges bzw. den Kupffer-Sternzellen der Leber vorhanden.

## RBP2 (CRBP II)
CRBP II ist für die Absorption von Retinoiden aus dem Darmlumen erforderlich und ausschließlich in den Enterozyten des Dünndarms zu finden.

## CRABP
Die genaue Funktion der retinsäurebindenen Proteine CRABP I und CRABP II ist noch nicht eindeutig geklärt. Fest steht, dass CRABP I den Retinsäurespiegel in der Zelle senkt, während CRABP II mit Retinsäure einen Komplex bildet und diese so in den Zellkern transportiert. Das CRABP I ist in den meisten Körperzellen vorhanden, das CRABP II dagegen vor allem in Hautzellen.